# Carl Anton von Arnstedt
Carl (eigentlich Karl) Anton von Arnstedt (* 28. Juli 1752 in Halberstadt; † 2. Oktober 1822 in Höxter) war ein preußischer Gutsherr und Beamter.

## Leben

### Familie
Carl Anton von Arnstedt war der Sohn des Landrats und späteren Kammerdirektors Carl Adrian von Arnstedt und dessen Ehefrau Christiane Louise Antoinette (* 25. Februar 1734 in Walkenried; † 16. März 1779 in Ellrich), Tochter von Urban-Diedrich von Lüdecke (1688–1755) und Enkelin des Kanzlers in Wolfenbüttel, Urban Dietrich von Lüdecke.
Seine Geschwister, die über das Kindheitsalter hinaus lebten, waren:
- Urban von Arnstedt (* 1756; † 1836), Rittmeister im Regiment Gens d‘ armes;
- Wilhelmine Henriette Philippine von Arnstedt (* 1763; † 1814), verheiratet mit dem Landrat Carl Ernst von Hagen (* 2. Dezember 1749 in Magdeburg; † 15. Januar 1810 in Haus Nienburg bei Eilenstedt);
- Juliane Caroline Henriette von Arnstedt, verheiratet mit dem Kriegs- und Domänenrat August Christian Friedrich von Boden (* 1755);
- Johanna Friederike Auguste von Arnstedt (* 22. Juni 1765 in Halberstadt; † 13. September 1851 in Berlin), verheiratet mit dem Generalmajor Eberhard Herwarth von Bittenfeld; zu ihren Kindern gehörten unter anderem der Generalfeldmarschall Eberhard Herwarth von Bittenfeld sowie die Generäle Hans Paulus Herwarth von Bittenfeld und Friedrich Herwarth von Bittenfeld;
- Friedrich Adrian von Arnstedt (* 25. Juni 1770 in Halberstadt; † 19. Januar 1833 in Nordhausen), Landrat;
- Friedrich Wilhelm (* 1772; † 1846), Leutnant im halberstädtischen Infanterie-Regiment, der ein Gut in Großwechsungen besaß und später Erbherr von Groß Werther wurde.

Er war seit dem 18. April 1780 mit Sophie Charlotte Eleonore (* 25. Juni 1761 in Ermersleben; † 2. Juli 1835 in Rodameuschel), Tochter von Christoph Dietrich von Arnstedt (1709–1769), Gutsherr von Maxdorf, Pattensen und Erdeborn, verheiratet; gemeinsam hatten sie zwei Söhne und vier Töchter. Die beiden Töchter Karoline und Juliane heirateten den Schriftsteller und Gutsbesitzer Karl (Carl) von Voß, Tochter Sophie den Kammerherrn Tedel Heinrich von Kniestedt, Tochter Luise den hinter-pommerschen Erblandmarschall Julius Friedrich Wilhelm von Flemming. Die beiden Arnstedt-Söhne Ludwig und Friedrich wurden Offiziere und Gutsherrn.
Seine angeheirateten Schwäger waren der Generalleutnant Karl Christian von Elsner, der General der Infanterie Bogislav Friedrich Emanuel von Tauentzien, der Stiftskanzler des Reichsstifts Quedlinburg Sebastian Andreas von Moltzer (1757–1826) und der Minister Friedrich Wilhelm von der Schulenburg-Kehnert.
Carl Anton von Arnstedt war Gutsherr von Haferungen und Domherr von Camin.

### Werdegang
Bis zu seinem 16. Lebensjahr erhielt Carl Anton von Arnstedt Unterricht durch Privatlehrer im Elternhaus und besuchte von 1766 bis 1770 die Hohe Domschule (heute: Martineum) in Halberstadt.
Er immatrikulierte sich am 19. Oktober 1769 an der Universität Halle und hörte Vorlesungen über Logik, Universalgeschichte, Metaphysik, Pandekten, Natur-, Feudal- und öffentliches Recht, besuchte Kollegien über die Kameral- u. Finanzwissenschaften sowie über Statistik und Physik. Seine akademische Ausbildung beendete er am 29. September 1772 und ging anschließend wieder nach Halberstadt zurück.
Nachdem er einen Antrag auf Zulassung als Referendar bei der Kammerdeputation in Hohenstein gestellt hatte, fertigte er eine Probearbeit, absolvierte die mündliche Prüfung und begann darauf im Oktober 1772 als Referendar in Hohenstein. Er war darauf zwei Jahre bei seinem Vater tätig, der Direktor der Kammerdeputation Ellrich war und wurde von diesem auch privat unterrichtet.
Im August 1774 bat sein Vater um die Zulassung von Carl Anton von Arnstedt zum Rigorosum, sodass dieser am 4. Februar 1775 im Beisein seines Schwagers, des Ministers Friedrich Wilhelm von der Schulenburg-Kehnert, mit dem Ergebnis bestand, dass er für ein Amt als Kriegs- und Domänen- oder Steuerrat geeignet sei.
Am 17. Februar 1775 erfolgte seine Ernennung zum Assessor cum voto bei der Kammerdeputation in Ellrich und im Januar 1778 wurde er, als Nachfolger von Johann Friedrich August von Burghoff (1743–1802) zum Kriegs- und Domänenrat bei der Kriegs- und Domänenkammer Magdeburg befördert.
Auf eigenen Wunsch ging er im Mai 1785 als Stiftshauptmann für den ausgeschiedenen Anton Friedrich Ernst von Berg (1743–1798) in den Stift Quedlinburg und erhielt dort mit Ordre vom 20. Oktober 1790 den Rang eines Kammer- beziehungsweise Regierungspräsidenten, war Geheimer Rat und Obersteuerdirektor. Bei seinem Amtsantritt gelobte er per Handschlag der Dekanin Auguste Dorothea von Braunschweig-Wolfenbüttel, die die Äbtissin Amalie von Preußen vertrat, daß er die Amtssachen, die zur Gerechtigkeit der Aebtissin gehörig, und, was derselben anhängig, neben andern Dienern der Aebtissin in ihrem Namen mit allem Fleiß und Treue verhören und verhandeln, und der Aebtissin und des Stifts, ingleichen ihrer Unterthanen Freiheit, Recht und Gerechtigkeit, helfen, fortsetzen und dawider Richts handeln noch Andern zu handeln befehlen, gestatten oder einräumen, sondern sich, wie einem getreuen Hauptmann gebühret, gegen die Aebtissin alles gebührlichen Gehorsams und Dienstes Verhalten solle und wolle.
Gemeinsam mit dem Quedlinburger Pfarrer und Naturforscher Johann August Ephraim Goeze unternahm er im November 1785 eine Reise in den Harz; die daraus folgende Schrift Vierte Harzreise zum Unterricht und Vergnügen der Jugend des Pfarrers widmete dieser Carl Anton von Arnstedt.
In Quedlinburg widmete ihm auch der Regierungsadvokat und spätere Bürgermeister von Quedlinburg, Johann August Donndorff (1754–1837), seine Schrift Anti-Pandora oder angenehme und nützliche Unterhaltungen. Carl Anton von Arnstedt.
Nachdem er im Januar 1803 vergeblich um das Amt des Kammerpräsidenten in Halberstadt gebeten hatte, weil sein Dienstposten in Quedlinburg eingezogen werden sollte, daraufhin wurde ihm sein Gehalt als Pension zugesichert. Carl Anton von Arnstedt war der letzte Stiftshauptmann des Stifts Quedlinburg.
Im November 1803 erhielt er den Charakter Finanzrat und war seit 1808 Direktor der indirekten Steuern im Harzdepartement des Königreichs Westphalen.
Seit 1814 übte er das Amt des Direktors in der preußischen Domänendirektion in Halberstadt aus.

## Mitgliedschaften
Am 22. Oktober 1778 trat Carl Anton von Arnstedt in die Freimaurerloge Ferdinand zur Glückseligkeit (siehe auch Logenhaus Ferdinand zur Glückseligkeit) in Magdeburg ein und wurde 1793 zum Ehrenmitglied ernannt.